# Harlaw Reservoir
Das Harlaw Reservoir ist ein Stausee in Schottland.

## Geographie
Der etwa 670 m lange und 390 m breite See liegt im Süden der Council Area Edinburgh an der Westflanke der Pentland Hills. Die nächste Ortschaft ist das zwei Kilometer nordwestlich gelegene Balerno. Südöstlich erhebt sich der 449 m hohe Hare Hill. Der Bach Bavelaw Burn, der wenige Kilometer südlich an den Hängen des East Cairn Hill entspringt, speist das direkt südwestlich gelegene Threipmuir Reservoir. Über ein Wehr fließt das aufgestaute Wasser von diesem See in das Harlaw Reservoir ab. Dieses über ein Wehr an der Nordwestseite verlassend, mündet der Bavelaw Burn in das Water of Leith, das schließlich in den Firth of Forth entwässert.

## Geschichte
Für die Planung des Stausees zeichnet der schottische Ingenieur James Jardine verantwortlich. Der Bau, welcher der Wasserversorgung Edinburghs diente, wurde zusammen mit dem Threipmuir Reservoir im Jahre 1843 begonnen und 1848 abgeschlossen. Obschon der staatliche Wasserversorger Scottish Water heute die Stauanlagen betreibt, wird das Wasser heute nicht mehr der Trinkwasserversorgung zugeführt. Zusammen mit dem Threipmuir Reservoir liefert das Harlaw Reservoir jedoch noch einen bedeutenden Beitrag zur Hochwasserprävention entlang des Water of Leith. Außerdem wird das Harlaw Reservoir regelmäßig mit Regenbogenforellen bestückt, um ein Ausflugsziel für lokale Angler zu bieten.

## Beschreibung
Am Nordostufer staut ein verstärkter Erdwall von 157 m Länge und 21,3 m Höhe den See auf. Das Harlaw Reservoir vermag 730 Mio. l Wasser aufzunehmen. Damit beträgt seine Kapazität nur rund ein Drittel derer des Threipmuir Reservoirs.

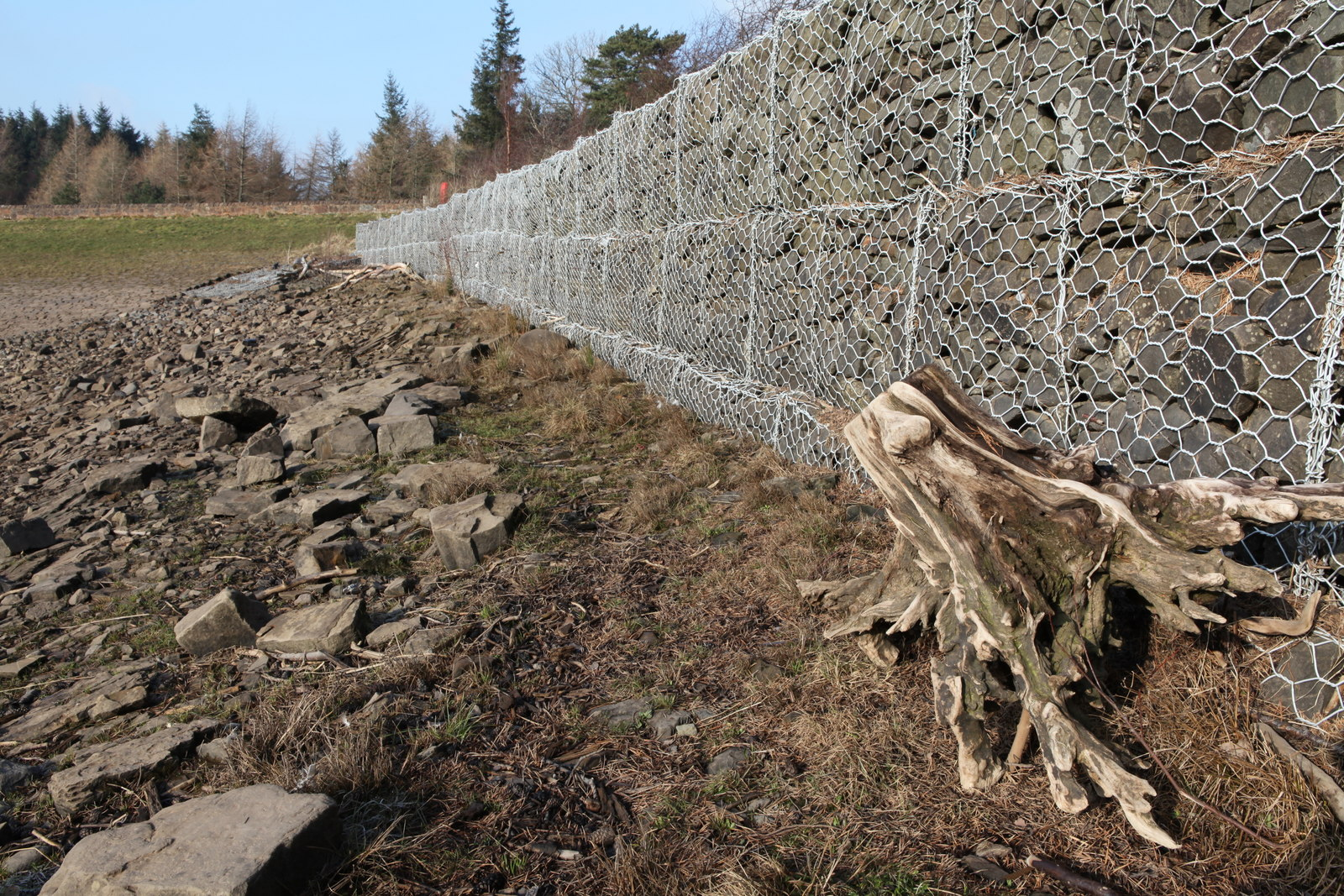
Uferbefestigung des Harlaw Reservoir
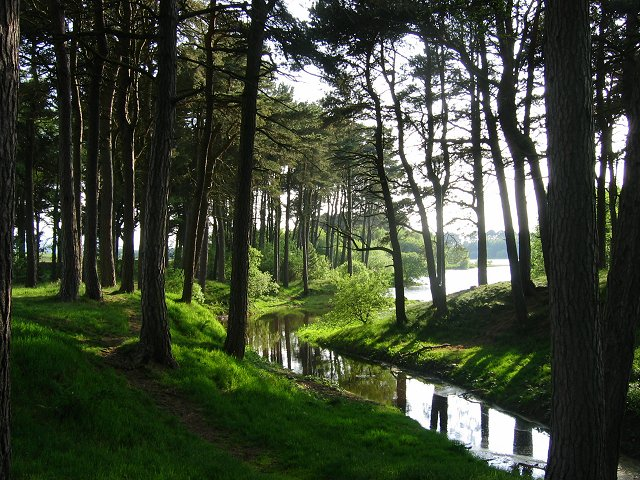
Der abfließende Bavelaw Burn
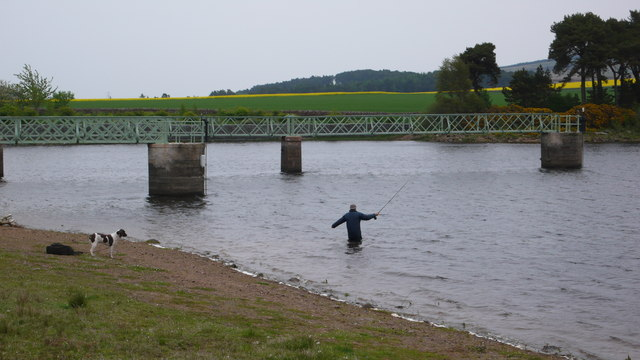
Angler im Harlaw Reservoir